# Stephania
Stephania Lour. – rodzaj roślin z rodziny miesięcznikowatych (Menispermaceae). Obejmuje co najmniej 43 gatunków występujących naturalnie w Afryce Subsaharyjskiej, na Bliskim Wschodzie, w Azji Wschodniej i Południowo-Wschodniej oraz w Australazji.

## Systematyka
Pozycja systematyczna według APweb (aktualizowany system APG III z 2009)
Rodzaj z rodziny miesięcznikowatych (Menispermaceae).
Wykaz gatunków
| - Stephania abyssinica (Quart.-Dill. & A.Rich.) Walp. - Stephania brachyandra Diels - Stephania brevipedunculata C.Y. Wu & D.D. Tao - Stephania capitata (Blume) Spreng. - Stephania cephalantha Hayata - Stephania chingtungensis H.S. Lo - Stephania cyanantha Welw. ex Hiern - Stephania delavayi Diels - Stephania dentifolia H.S. Lo & M. Yang - Stephania dicentrinifera H.S. Lo & M. Yang - Stephania dielsiana Y.C. Wu - Stephania dinklagei (Engl.) Diels - Stephania dolichopoda Diels - Stephania ebracteata S.Y. Zhao & H.S. Lo - Stephania elegans Hook. f. & Thomson - Stephania epigaea H.S. Lo - Stephania excentrica H.S. Lo - Stephania forsteri (DC.) A. Gray - Stephania glabra (Roxb.) Miers - Stephania gracilenta Miers - Stephania hainanensis H.S. Lo & Y. Tsoong - Stephania herbacea Gagnep. | - Stephania hernandiifolia (Willd.) Walp. - Stephania intermedia H.S. Lo - Stephania japonica (Thunb.) Miers - Stephania kuinanensis H.S. Lo & M. Yang - Stephania kwangsiensis H.S. Lo - Stephania lincangensis H.S. Lo & M. Yang - Stephania longa Lour. - Stephania longipes H.S. Lo - Stephania macrantha H.S. Lo & M. Yang - Stephania mashanica H.S. Lo & B.N. Chang - Stephania merrillii Diels - Stephania micrantha H.S. Lo & M. Yang - Stephania miyiensis S.Y. Zhao & H.S. Lo - Stephania officinarum H.S. Lo & M. Yang - Stephania sinica Diels - Stephania subpeltata H.S. Lo - Stephania succifera H.S. Lo & Y. Tsoong - Stephania sutchuenensis H.S. Lo - Stephania tetrandra S.Moore - Stephania viridiflavens H.S. Lo & M. Yang - Stephania yunnanensis H.S. Lo |